# Шарло (комик-группа)
Les Charlots (с фр. — «Шарло», дословный перевод — «безумцы», «сумасшедшие») — французская музыкальная группа, созданная в 1965 году. В её состав в разное время входили Жерар Ринальди, Жан Саррюс, Жерар Филипелли, Жан-Ги Фешнер и Луи Рего. Широкую известность получили как комик-группа, благодаря участию в таких фильмах, как «Безумные новобранцы», «Большой базар», «Сумасшедшие на стадионе», «Четыре мушкетёра Шарло», «Четверо против кардинала» и другие.

## История группы
В 1966 году группа под названием «Проблемы» (фр. Les Problèmes) участвовала в гастролях французского вокалиста и композитора Антуана. На тот момент в её состав входили Жерар Ринальди (вокал), Жан Саррюс (бас), Жерар Филипелли (соло-гитара), Луи Рего (ритм-гитара) и Дональд Рьебон (ударные). Последнего вскоре сменил Жан-Ги Фешнер, брат тогдашнего менеджера группы, Кристиана Фешнера.
«Шарло» специализировались на исполнении весёлых песен, играли во многих комедиях, получивших признание аудитории во Франции и за её пределами.
Луи Рего официально покинул группу после второго их фильма («Безумные новобранцы»), однако снялся в нескольких последующих картинах с участием бывших одногруппников. Через несколько лет за ним последовал и Жан-Ги Фешнер – после ссоры между его братом Кристианом и остальными «Шарло». В середине 1980-х годов, когда популярность квартета пошла на спад, из группы ушёл Жерар Ринальди; его место занял Ришар Бонно. Трио (в составе Бонно, Филипелли и Саррюса) распалось после выхода единственного фильма – «Возвращение Шарло» (1992).
В 2008 году Жерар Ринальди и Жан Саррюс воссоздали группу, но в 2012 году, после кончины Жерара Ринальди, группа перестала существовать. Однако в апреле 2014 года Жан Саррюс, Жан-Ги Фешнер и Ришар Бонно вновь объявили о воссоздании группы.

## Состав группы
- Жан-Ги Фешнер[фр.] (1966—1976, с 2014)
- Ришар Бонно[фр.] (1987—1997, с 2014)

### Бывшие участники
- Жан Саррюс[фр.] (1965—1997, 2007—2011, 2014—2025)
- Жерар Ринальди[фр.] (1965—1986, 2007—2011)
- Жерар Филипелли[фр.] (1965—1997)
- Луи Рего[фр.] (1965—1971, 1983, 1992)
- Жак Дориш[фр.] (1966)
- Уильям Оливер (1965—1966)
- Дональд Рьебон (1965—1966, 1988)

## Фильмография
1. 1971 — Большая Ява[фр.] / La grande java
2. 1971 — Безумные новобранцы / Les Bidasses en folie
3. 1972 — Сумасшедшие на стадионе / Les fous du stade
4. 1972 — Шарло в Испании / Les Charlots font l’Espagne
5. 1973 — Большой базар[фр.] / Le grand bazar
6. 1973 — Я ничего не знаю, но всё скажу (Эпизод)
7. 1974 — Четыре мушкетёра / Les quatre Charlots mousquetaires
8. 1974 — Четверо против кардинала / Les Charlots en folie : À nous quatre Cardinal !
9. 1974 — Новобранцы идут на войну / Les Bidasses s’en vont en guerre
10. 1975 — Из Гонконга с любовью[фр.] / Bons baisers de Hong Kong
11. 1978 — И да здравствует свобода![фр.] / Et vive la liberté
12. 1979 — Лихорадка «Шарло»[фр.] / Les Charlots en délire
13. 1980 — «Шарло» против Дракулы[фр.] / Les Charlots contre Dracula
14. 1983 — Возвращение безумных новобранцев[фр.] / Le Retour des bidasses en folie
15. 1984 — Связные «Шарло»[фр.] / Charlots Connection
16. 1992 — Возвращение «Шарло»[фр.] / Le Retour des Charlots